# جيرمانانو
جيرماجنانو هي بلدية في مدينة تورينو الكبرى في منطقة بيمنتة الإيطالية، وتقع على بعد حوالي 30 كيلومتر (19 ميل) شمال غرب تورينو في فالي دي لانزو [الإنجليزية]. تضم محطة على خط السكة الحديدية تورينو-سيريس [الإنجليزية].